# Burastan
Burastan (en arménien Բուրաստան ) est une communauté rurale du marz d'Ararat en Arménie. En 2008, elle compte 1 887 habitants.